# Albert Sands Southworth

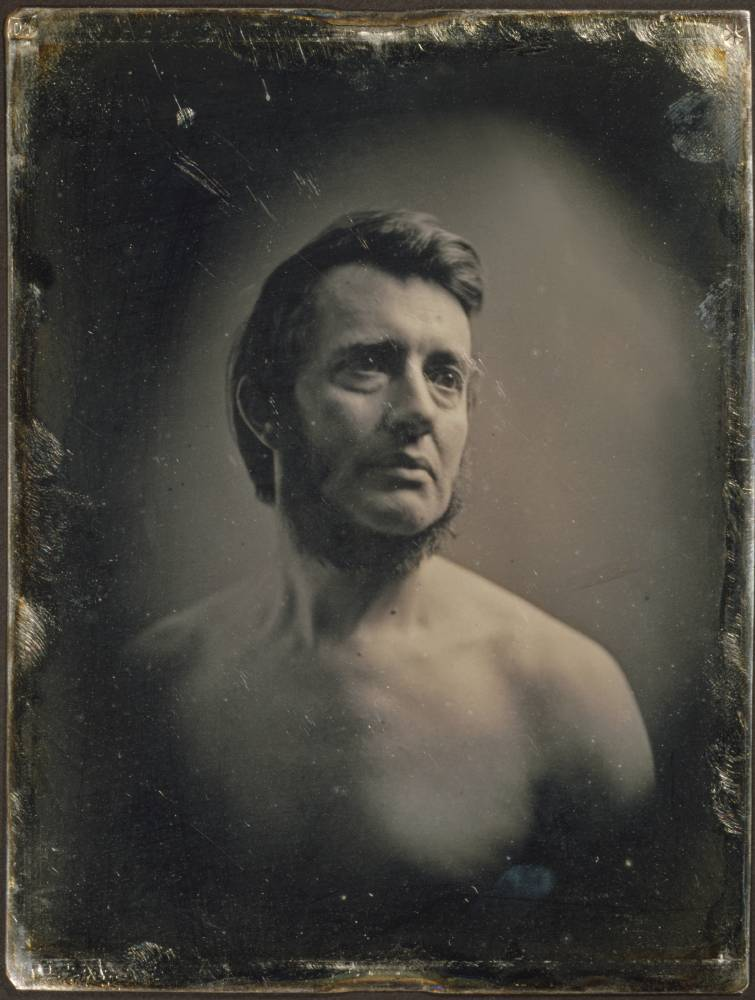
Albert Southworth, asi 1848

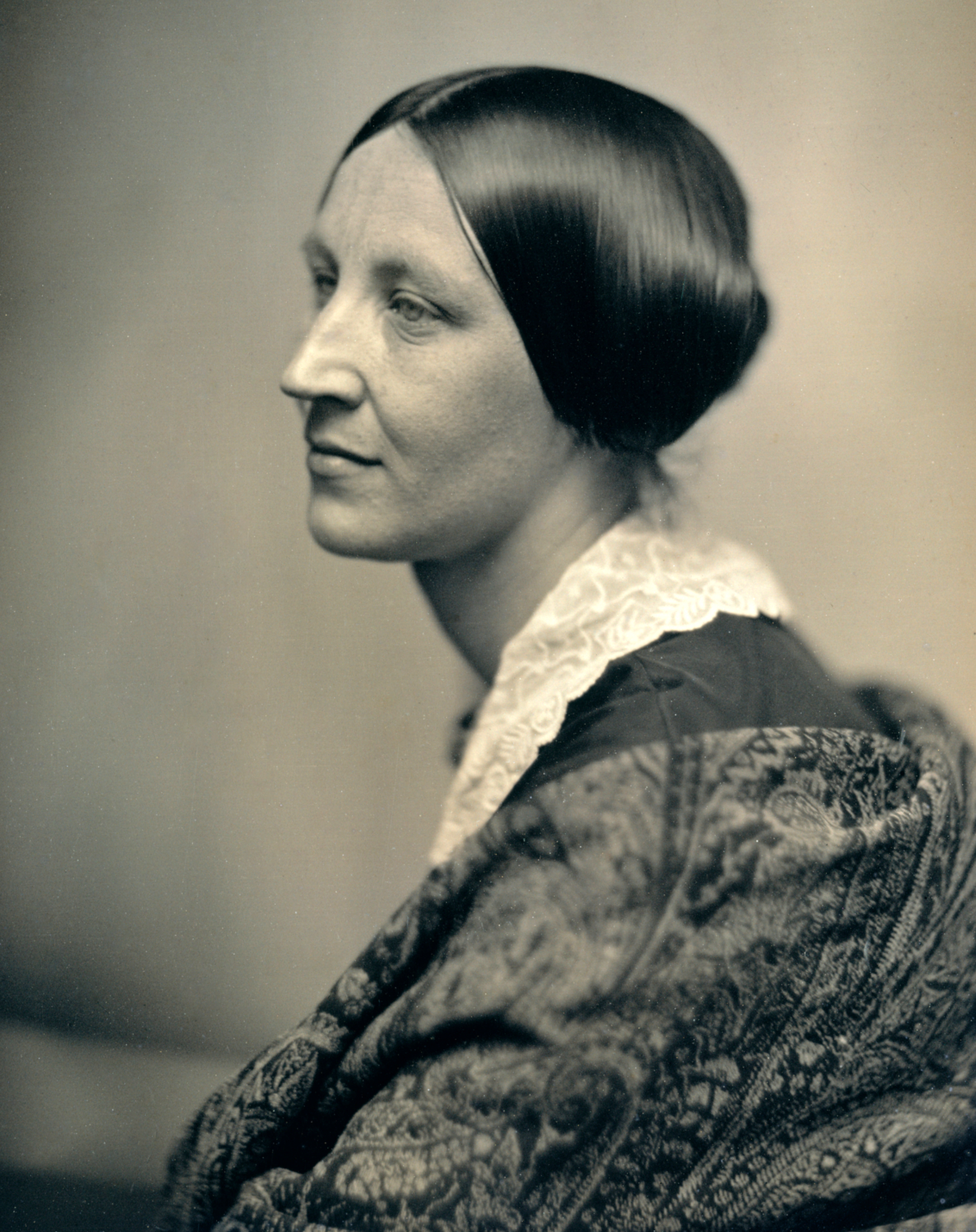
Southworth & Hawes: Portrét ženy, asi 1850

Albert Sands Southworth (12. března 1811 – 3. března 1894) byl americký fotograf, který vlastnil v Bostonu daguerrotypické fotografické studio Southworth & Hawes s Josiahem Johnsonem Hawesem (1808–1901) od roku 1843 do 1863. Tento ateliér vyprodukoval celou řadu portrétů vysoké kvality. Oba dva jsou označováni za jedny z prvních amerických mistrů fotografie. Jejich práce na fotografických portrétech povýšila úroveň fotografie na výtvarné umění. Jejich obrazy jsou obsaženy v každé větší knize a sbírce z počátků americké fotografie.
Southworth & Hawes pracovali téměř výlučně s procesem daguerrotypie, tedy s deskami velkými 8x6 palců, s brilantním obrazem lesknoucím se jako zrcadlo a jemnou podrobnou kresbou detailů.
V srpnu 1855 napsal filadelfský daguerrotypista Marcus A. Root do magazínu Photographic and Fine Art Journal: "Jejich styl je pro ně příznačný; prezentují krásné účinky světla a stínu, dávají hloubku spolu s nádhernou jemností a vyzrálostí. Tyto vlastnosti jim dávají výbornou pověst umělců a znalců." Dále uvedl, že firma by měla věnoval svůj čas hlavně na daguerrotypie a již méně se věnovat fotografii na papíře.

## Životopis
Southworth se vyučil u Samuela Morseho, který byl kromě jiných výzkumů také zaníceným daguerrotypistou. Jeho ateliér byl v nejvyšším patře budovy v Bostonu a měl obrovské světlíky, aby vzniklo dostatečně intenzivní osvětlení, potřebné k poměrně "krátké" expozici portrétů. Mezi klienty byla celá řada významných osobností, například zákonodárce Daniel Webster, spisovatelka Harriet Beecher Stoweová, básník Robert Browning, politici John Quincy Adams a Lajos Kossuth, básníci Henry Wadsworth Longfellow nebo filosof Ralph Waldo Emerson, ale fotografoval také místní podnikatele, dobře postavené dámy a další bostonské občany.
Southworth & Hawes nebyli v tomto podnikání sami: dalšími prominentními daguerrotypisty byli například Masury & Silsbee a také John Adams Whipple. Whipple a Southworth & Hawes byli v Bostonu největší, avšak po roce 1853 je zastínila fotografická studia Mathewa Bradyho a M. M. Lawrence v New Yorku.
Ve 40. letech 19. století se objevily první teorie portrétu, Marcus Aurelius Root se inspiroval dílem švédského vědce Emanuela Swedenborga a anatomickými studiemi Charlese Bella. Požadoval, aby portrét ukazoval duši zobrazeného. Albert Sands Southworth však v roce 1871 jeho myšlenku ještě rozšířil: požadoval, aby byl charakter člověka patrný hned při prvním pohledu na fotografii, v níž by měl být zachycen nejlepší výraz, jakého je portrétovaný schopen.

## Galerie

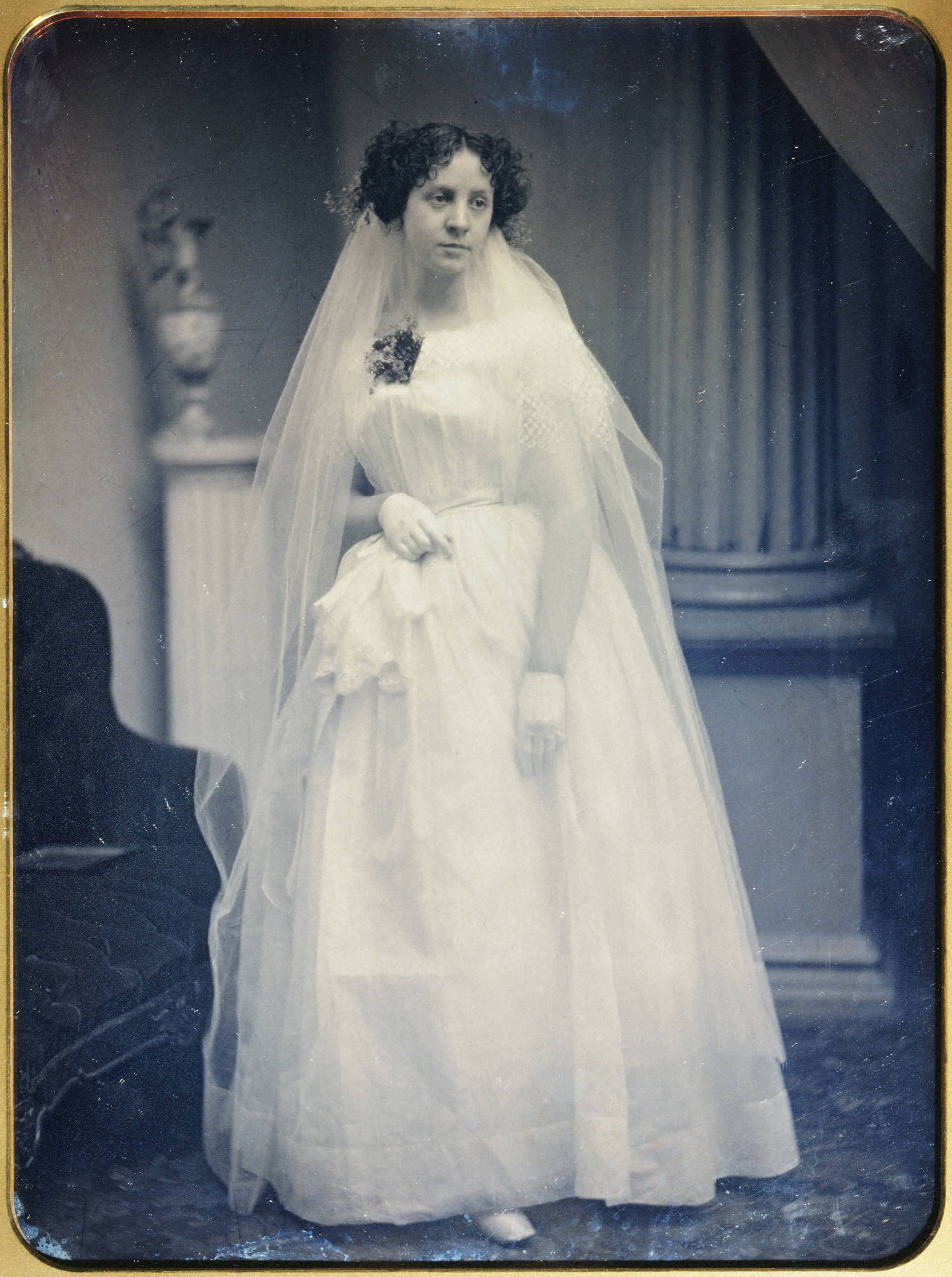
Bez názvu, Google Art Project, asi 1851 - 1854
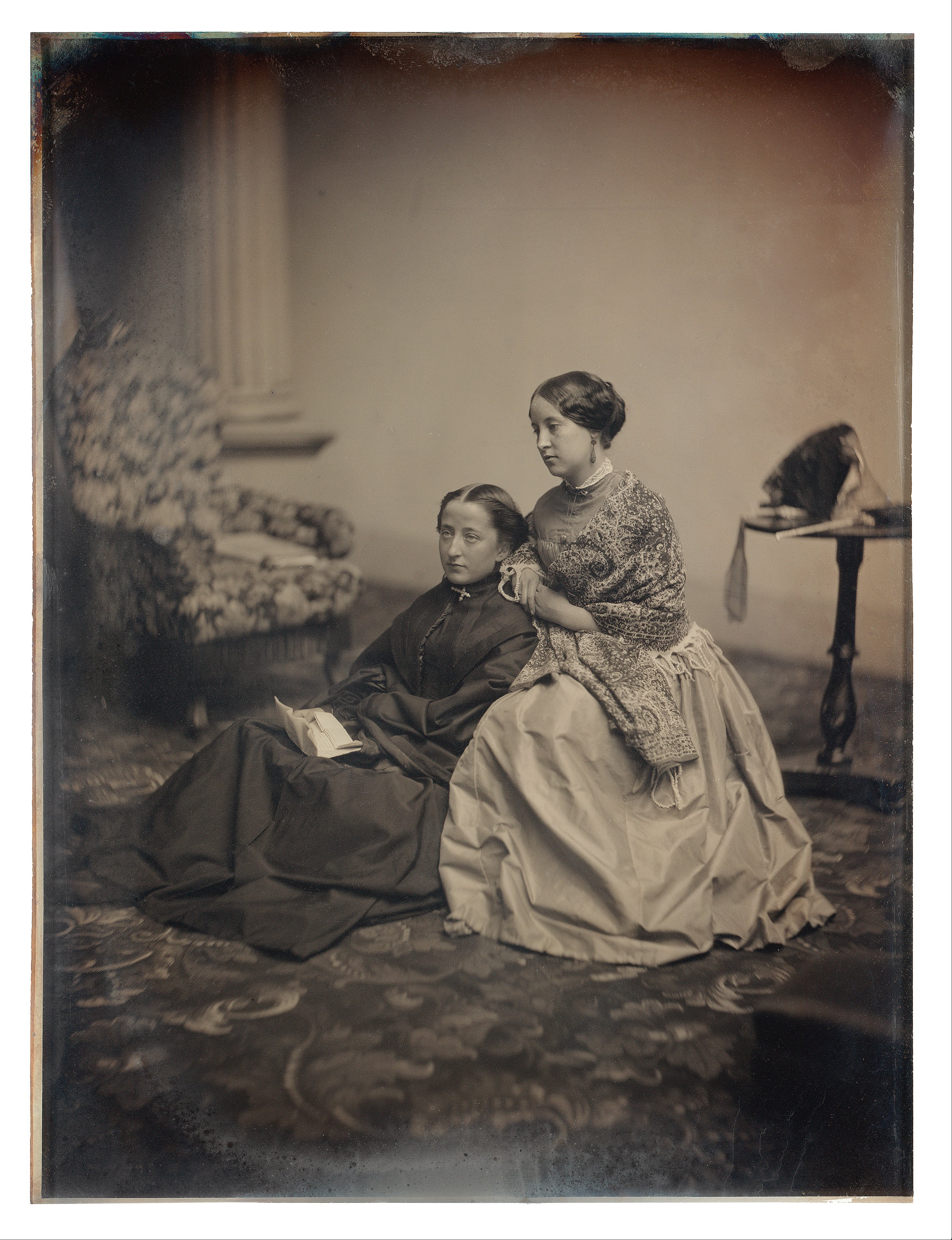
Dopis, Google Art Project, asi 1850